# (72603) 2001 FG15
(72603) 2001 FG15 – planetoida z pasa głównego asteroid okrążająca Słońce w ciągu 5,67 lat w średniej odległości 3,18 j.a. Odkryta 19 marca 2001 roku.